# Hệ mét

Quốc gia chưa dùng hệ mét (Hoa Kỳ, Myanmar (Burma) và Liberia)

Hệ mét là hệ thống đo lường thập phân được thống nhất rộng rãi trên quốc tế. Ban đầu nó dựa trên mètre des Archives và kilogramme des Archives được đưa ra lần đầu ở Cộng hòa đệ nhất của Pháp năm 1799., nhưng qua nhiều năm các định nghĩa của mét và kilogram đã được tinh chế, và hệ thống số liệu đã được mở rộng để kết hợp nhiều đơn vị hơn. Mặc dù một số biến thể của hệ thống số liệu nổi lên vào cuối thế kỷ XIX và đầu thế kỷ XX, thuật ngữ này thường được sử dụng như một từ đồng nghĩa với "SI" hoặc "Hệ thống Đơn vị Quốc tế" - hệ thống đo lường chính thức Ở hầu hết các quốc gia trên thế giới.
Hệ mét đã được chính thức phê chuẩn để sử dụng ở Hoa Kỳ từ năm 1866, nhưng Mỹ vẫn là nước công nghiệp hóa duy nhất chưa hoàn toàn chấp nhận hệ mét là hệ thống đo lường chính thức của nó (mặc dù năm 1988, Hoa Kỳ Quốc hội đã thông qua Đạo luật Thương mại và Khả năng Cạnh tranh Ngoại thương, trong đó chỉ ra "hệ mét đo lường như là hệ thống trọng lượng và các biện pháp thương mại và thương mại của Hoa Kỳ"). Trong nhiều điều khác, hành động yêu cầu các cơ quan liên bang phải sử dụng các phép đo số liệu trong hầu hết các hoạt động của họ, mặc dù vẫn có những ngoại lệ cho phép các đơn vị tuyến tính truyền thống được sử dụng trong các tài liệu dành cho người tiêu dùng. Nhiều nguồn tin cũng trích dẫn các nước Liberia và Myanmar là những nước duy nhất không làm như vậy. Mặc dù Vương quốc Anh cũng sử dụng hệ thống số liệu cho hầu hết các mục đích hành chính và thương mại, các đơn vị đế quốc được công chúng sử dụng rộng rãi và được cho phép hoặc bắt buộc đối với một số mục đích, chẳng hạn như các biển báo đường bộ.